# Miramont d'Astarac
Miramont d'Astarac (en francès Miramont-d'Astarac) és un municipi francès situat al departament del Gers i a la regió d'Occitània.

## Demografia
| 1962                                       | 1968 | 1975 | 1982 | 1990 | 1999 | 2006 |
| ------------------------------------------ | ---- | ---- | ---- | ---- | ---- | ---- |
| 282                                        | 265  | 223  | 253  | 314  | 344  | 361  |
| Des de 1962: població sense dobles comptes |      |      |      |      |      |      |

## Administració
| Període   | Identitat                  | Partit |
| --------- | -------------------------- | ------ |
| 2001-2008 | Marie-Rose Dalle-Carbonare |        |
| 2008-     | Christian Falceto          |        |